# Traité de Breslau
Pour les articles homonymes, voir Breslau (homonymie).
Le traité de Breslau est un accord préliminaire de paix signé le 11 juin 1742 entre la Prusse de Frédéric II et l'Autriche de Marie-Thérèse, mettant fin aux combats de la première guerre de Silésie, lancée en décembre 1740 par Frédéric II. 
Cet accord est confirmé par le traité de Berlin du 28 juillet 1742.
C'est la première annexion réalisée par la Prusse sous le règne de Frédéric II.

## Contenu des traités
Par ces traités, l'Autriche cède  à la Prusse presque toute la Silésie, sauf les districts de Troppau, Teschen et Jägerndorf.
Frédéric renonce à toute autre prétention sur les possessions de Marie-Thérèse.
Il s'engage aussi à maintenir en Silésie le culte catholique en l'état où il se trouve à cette date. 

## Suites

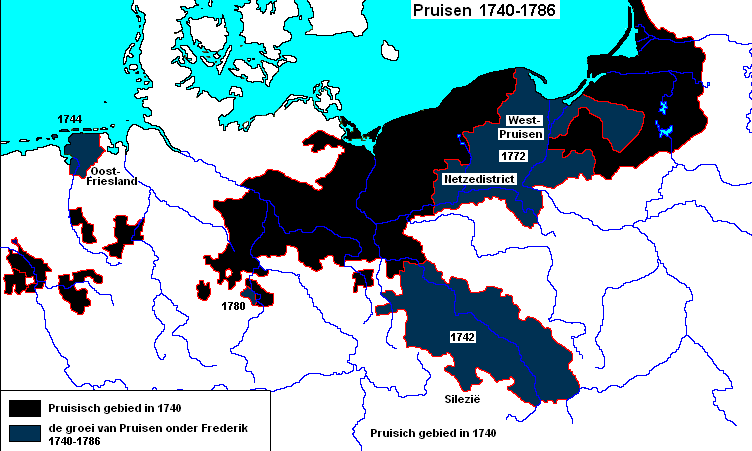
Les annexions de la Prusse sous Frédéric II de Prusse : la Silésie en 1742, la Frise orientale en 1744, la Prusse royale avec le district de la Netze lors du premier partage de la Pologne en 1772, Mansfeld en 1780

## Sources
- (en) « Silesian Wars », in Encyclopædia Britannica, 11 juin 2006 (Encyclopædia Britannica Premium Service)